# Прямоволосникові
Прямоволосникові (Orthotrichaceae) — єдина родина мохів з порядку Orthotrichales. Багато видів родини є епіфітними. Представники родини ростуть по всьому світі. 
Зростають килимками на ґрунті, каменях і корі. Мохи, які належать до цеї родини формують повзучі вертикальні стебла, які, коли висихають, часто мають скручені, кілюваті листки, які мають язикоподібну форму та зазвичай цілі. Листкова жилка тягнеться до верхівки листка. Клітини пластинки округлі у верхній частині листка і більш-менш видовжені і часто прозорі біля основи листка. Здається, що спорогони стоять збоку через верхівку бічних гілок. Вегетативне розмноження не є рідкістю.

## Роди
- Cardotiella
- Ceuthotheca
- Codonoblepharon
- Desmotheca
- Florschuetziella
- Groutiella
- Leiomitrium
- Leptodontiopsis
- Leratia
- Macrocoma
- Macromitrium
- Matteria
- Nyholmiella
- Orthotrichum
- Pentastichella
- Pleurorthotrichum
- Schlotheimia
- Sehnemobryum
- Stoneobryum
- Ulota
- Zygodon